# Сан Кристобал де ла Лагуна
Сан Кристобал де ла Лагуна (шп. San Cristóbal de La Laguna) град је у Шпанији у покрајини Канарска острва у покрајини Санта Круз де Тенерифе. Према процени из 2008. у граду је живело 148.375 становника.

## Становништво
Према процени, у граду је 2008. живело 148.375 становника.
| 1991.   | 2001.   |
| ------- | ------- |
| 110.895 | 128.822 |